# Mani Tese
Mani Tese est une ONG italienne et est reconnue d'utilité publique en Italie.

## Histoire
Elle a été fondée en 1964, au milieu du Miracle économique italien, et d'inspiration catholique. Elle fut reconnue comme personnalité juridique à partir de 1978 et est devenue en 1997 un organisme consultatif auprès du Conseil économique et social des Nations unies. L'organisation a travaillé à plus de 2 000 projets développés dans diverses parties du monde.

## Objectifs
Elle promeut un nouvel ordre économique international fondé sur la justice et la durabilité. L'association réalise chaque année une centaine d'activités d'éducation au développement dans les écoles pour éduquer au multiculturalisme, à la paix et au développement durable. Plus de quarante groupes de volontaires dans différentes villes d'Italie sont adhérents à Mani Tese. Ces groupes sont des lieux où l'on réalise le calendrier de l'association, des lieux d'élaboration politique et culturelle, de confrontation et d’expérimentation concrète de modèles différents de relations avec les autres, avec les ressources et le temps. À travers la Coopérative sociale Mani Tese, l'on promeut la récolte de matériel recyclable et la réutilisation.

### L'organigramme
Le diverses activités de Mani Tese sont organisées par un coordinateur général, sur délégation du président de l'association. Le coordinateur participe à l'élaboration de la proposition du programme associatif soumis à l'assemblée des associés. Le chargé aux activités externes assure la présence de l'association dans les coordinations et les campagnes nationales et internationales ; il maintient les rapports avec le Conseil économique et social des Nations unies ; il soigne les rapports avec les institutions financières internationales et avec les initiatives vouées à leur monitorage ; et il est responsable de la recherche de financements par des institutions institutionnelles et fondations pour la réalisation des activités de sensibilisations. Les responsables des projets, divisés par aires géographiques, examinent les demandes provenant des collaborateurs des pays du Sud ; ils présentent les demandes sélectionnées au Comité projets ; ils rédigent les demandent de cofinancement avec les entités publiques ; ils dirigent les projets en cours ; ils s'occupent des périodes de formation/information sur les projets. D'autres responsables suivent les programmes de formation des écoles et des groupes qui soutiennent les activités de Mani Tese.

### L'assemblée
L'assemblée des membres est l'organe souverain de Mani Tese. C'est un des lieux où l'on prend les décisions. Il se réunit deux fois par an et compte environ 210 associés. Outre le Conseil directif, il élit deux organes de contrôle : le Conseil des maires et le Conseil de discipline. Le Conseil directif est composé de 9 personnes élues par l'assemblée et demeurent en charge durant 3 ans. En son sein est élu le président légal. C'est le lieu décisionnel dans lequel s'articulent les principes généraux de l'assemblée en directives plus spécifiques, qui seront exécutés par le siège central. Le Conseil se réunit mensuellement.

### Les comités
Il y a 6 comités : le CAE (Comité activités externes), le COES (Comité éducation au développement), le CAI (Comité activités internes), la Rédaction du Mensuel, le COPRO (Comité projets, qui dispose du support consultatif des commissions Afrique, Asie et Amérique latine) et le Comité communication. Ils ont une fonction consultative, de contrôle et aussi décisionnelle lorsqu'il s'agit de délégation du Conseil directif.

### Les groupes
Les groupes promeuvent sur le territoire les actions décidées par l'assemblée, et les actions choisies en autonomie mais en cohérence avec les indications générales. Les groupes se réunissent au moins une fois par an lors du Congrès groupes qui a le devoir de discuter des propositions pour l'assemblée et le Conseil. Certains groupes se sont constitués en associations affiliées à Mani Tese, d'autres en coopératives. Mani Tese se tient par le travail de ses collaborateurs, qui en diffusent sur le territoire les valeurs portantes. Penser globalement signifie pouvoir être vraiment agent d'un développement plus à mesure de l'homme, qui puisse procurer à toutes les femmes et à tous les hommes une vie digne et libre des injustices sans préjudice pour les générations futures, c'est-à-dire sans détruire le patrimoine commun représenté par les ressources nécessaires à la vie. Agir localement signifie transformer les principes en actions concrètes, mettant en jeu soi-même pour donner une accolade au côté de la balance qui manifeste un déséquilibre toujours plus grand entre le Nord et le Sud du monde. 

## Lignes programmatiques
Les lignes programmatiques expriment les aspirations des organes de Mani Tese pour le futur de l'association et ils représentent le cadre de référence pour les programmes associatifs annuels et pour les décisions possibles dans le respect des contenus statutaires. Mani Tese est une association populaire de solidarité et de coopération qui, à travers des projets, recherches, expérimentations, propositions et actions concrètes, entend intervenir sur les processus de développement social de la communauté international en vue de :
- soutenir la partie plus pauvre de l'humanité dans la lutte de la libération des injustices et différences ;
- être agent de transformation économique et sociale, faisant la promotion d'expériences d'économies solidaires et de rapports sociaux fondés sur les valeurs de la justice, de la non-violence, du partage, de la solidarité, du dialogue, de la collaboration et de la participation ;
- promouvoir, à partir des sociétés affiliées, des modèles de développement non compétitifs, travaillant pour dépasser l'importante marchandisation du temps et des relations humaines.

Mani Tese pense que la condition nécessaire pour quelque stratégie de développement humain durable que ce soit est une restructuration profonde à échelle mondiale de la distribution des bénéfices, de la production et des modèles de consommation. Certaines valeurs guident les choix de Mani Tese : l'option préférentielle pour les plus faibles est le partage ; la sobriété qui, seule, dénonce l'actuel modèle économique de consommation effrénée ; la coopération entre personnes et peuples ; la non-violence.

## Action politique
Mani Tese reconnait l'importance de l'action politique pour contribuer à définir et réaliser un modèle de développement en harmonie avec les principes de l'association. L'action politique se fonde sur la participation populaire et s'explicite à travers : 
- la pression sur les centres de pouvoir locaux, nationaux et internationaux ;
- l'information dirigée vers l'opinion publique ;
- la réalisation directe de propositions alternatives.

## Les projets
Mani Tese est actuellement impliquée dans la réalisation de projets de développement avec des partenaires locaux dans 3 continents et dans 14 pays : Amérique latine (Bolivie, Brésil, Équateur, Salvador, Guatemala, Mexique, Nicaragua) ; Afrique (Bénin, Burkina Faso, Guinée-Bissau, Mozambique, Soudan) ; Asie (Bangladesh, Cambodge, Inde). Pour que les projets puissent générer des effets positifs même au-delà des bénéficiaires directs, Mani Tese a choisi de concentrer ses investissements dans des aires circonscrites, à l'intérieur desquelles les intervenants se renforcent mutuellement développant des effets positifs à la chaîne. Le nombre relativement restreint d'aires d'intervention permet d'approfondir la connaissance des aires en question, rendant ainsi plus efficace et moins traumatisante l'intervention. Une telle politique, en outre, permet d'instaurer des rapports durables avec les partenaires locaux de sorte à favoriser un modèle de développement qui ne soit pas unidirectionnel.